# Кроне, Клаус
Клаус Кроне (дат. Claus Crone, род. 17 января 1978) — датский профессиональный велогонщик, бронзовый призёр чемпионата Дании по маунтинбайку в кросс-кантри марафоне (XCM, 2014). Атлет Международного союза триатлона, победитель Чемпионата мира по аквабайку ITU 2018 года, бронзовый призёр Чемпионата мира по триатлону в возрастных группах (2023).

## Достижения
| 2010 6-й на Internationaler Spessart-Bike Marathon 5-й на Balaton Bike Fest 2011 4-й на Чемпионате Дании, XCM 7-й на MTBliga.dk, Орхус 2012 5-й на Чемпионате Дании, XCO 10-й на MTBliga.dk, Орхус 2013 8-й на марафонской серии UCI MTB 2014 Чемпионат Дании: 9-й на XCO 3-й на XCM | 1994 40-й на Чемпионате мира, Веллингтон 40-й на Чемпионате Европы среди юниоров, Капошвар 1997 85-й на этапе Кубка мира, Стокгольм 2018 Чемпионат мира по водным видам спорта, Фюн 2023 3-й на Чемпионате мира по триатлону в возрастных группах, Понтеведра |